# Tadeusz Chrzanowski
Tadeusz Chrzanowski (ur. 14 maja 1926 w Krakowie, zm. 24 grudnia 2006 tamże) – polski historyk sztuki, literat, fotograf, tłumacz poezji, publicysta m.in. paryskiej "Kultury" i "Tygodnika Powszechnego" (pseudonimy: Tymoteusz Klempski, Józef Szrett), profesor Politechniki Krakowskiej i Katolickiego Uniwersytetu Lubelskiego, w latach 1991–2005 przewodniczący Społecznego Komitetu Odnowy Zabytków Krakowa, członek krajowy korespondent PAU.

## Życiorys
Dzieciństwo spędził w Moroczynie niedaleko Hrubieszowa. Podczas II wojny światowej powrócił do Krakowa, gdzie zapisał się na studia do Akademii Handlowej, a po nich na Uniwersytet Jagielloński. Obronił pracę doktorską, jednak profesurę otrzymał dopiero w 1990 r. Od połowy lat 70. wykładał na Katolickim Uniwersytecie Lubelskim, a później – już na emeryturze – uczył na pół etatu w krakowskiej Akademii Sztuk Pięknych. 
Przez ponad 35 lat inwentaryzował polskie zabytki, czego owocem jest ok. 300 książek i publikacji, w tym Sztuka w Polsce Piastów i Jagiellonów. Nauczony fotografowania przez ojczyma, Włodzimierza Puchalskiego, sam ilustrował swoje dzieła. 
Był też poetą i tłumaczem poezji, pisarzem, publicystą, krytykiem. W 1990 r. powołany został na zastępcę przewodniczącego Społecznego Komitetu Odnowy Zabytków Krakowa, rok później otrzymał nominację na szefa tej instytucji.  11 marca 2005 roku otrzymał doktorat honoris causa Politechniki Krakowskiej (promotor: prof. zw. dr hab. inż. arch. Andrzej Kadłuczka).
Msza żałobna za duszę Tadeusza Chrzanowskiego odbyła się w kościele Mariackim w Krakowie 29 grudnia 2006, przewodniczył jej kardynał Franciszek Macharski, homilię wygłosił ks. prof. Benignus Wanat; trumnę z ciałem profesora złożono na krakowskim cmentarzu Salwatorskim, kwatera S-1-1.

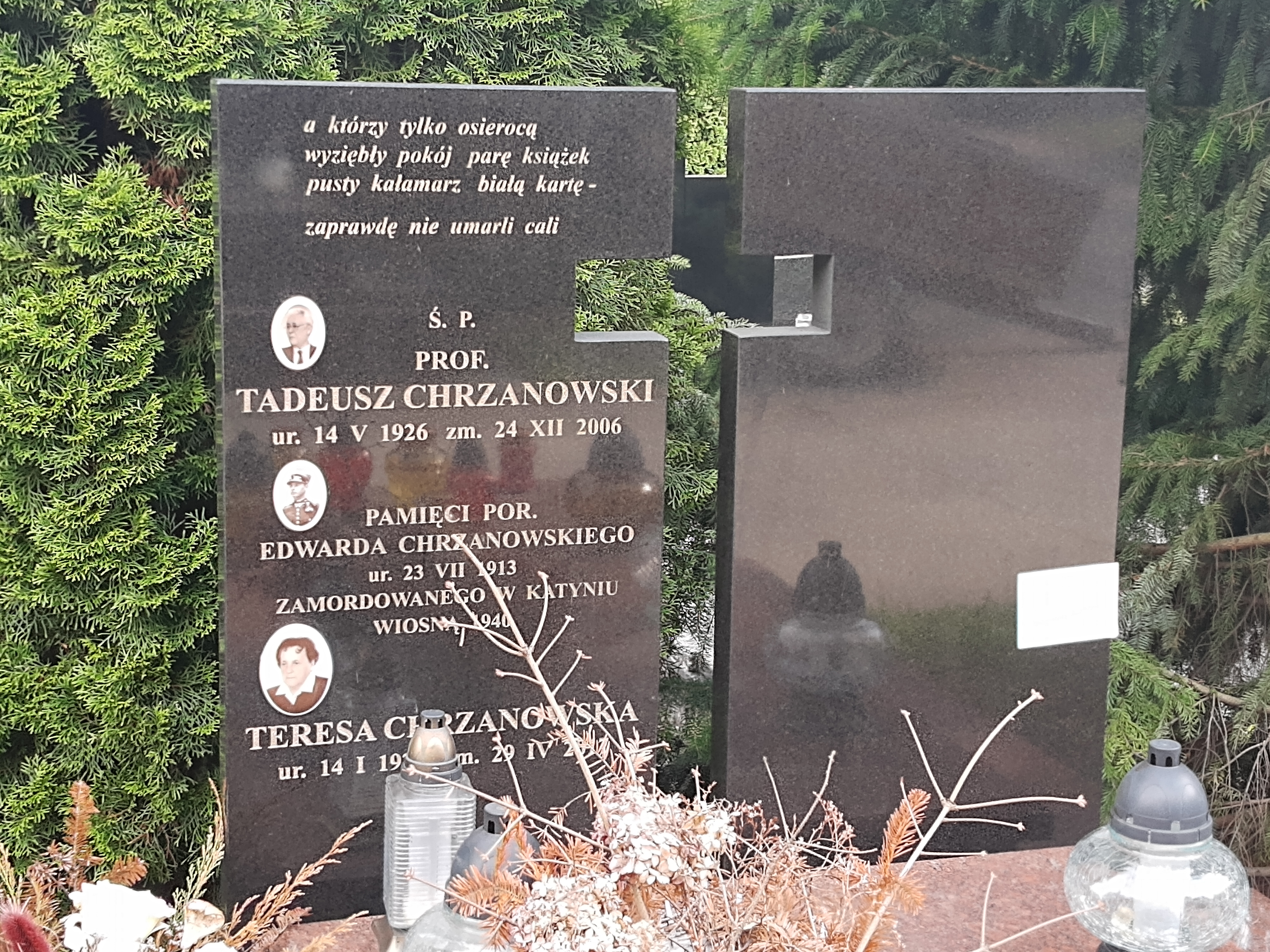
Grób prof. Tadeusza Chrzanowskiego na Cmentarzu Salwatorskim

Poświęcona mu tablica memoratywna wmurowana została na wschodniej ścianie Kościoła Mariackiego w Krakowie.
Jego córką jest anglistką, prof. dr. hab. Elżbieta Chrzanowska-Kluczewska.

## Twórczość
- Wędrówki pięknoducha (arkusz poetycki; jeden z dziesięciu arkuszy publikacji zbiorowej pt. Wiersze; pozostali autorzy: Mikołaj Bieszczadowski, Muzyka przydrożna, Maciej Józef Kononowicz, Stacje liryczne; Andrzej Łepkowski, Kroki; Wacław Olszewski, Na lirycznym postoju; Antoni Podsiad, Ognista salamandra; Anna Pogonowska, Przemiany; Mikołaj Rostworowski Smuga lata, Józef Szczawiński, Chwila; Marek Antoni Wasilewski, Gdzie niebo mieszka; PAX 1951)
- Powitanie lata (poezje; Wydawnictwo Literackie 1957)
- Karczmy i zajazdy polskie (Wydawnictwo „Arkady” 1958)
- Bohdan Geurquin, Zamek w Malborku (opracowanie fotograficzne: Tadeusz Chrzanowski; Wydawnictwo „Arkady” 1962)
- Rzeszów (fotografie; Wydawnictwo "Sport i Turystyka" 1967)
- Grudziądz (fotografie; Wydawnictwo "Sport i Turystyka" 1970)
- Bystrzyca Kłodzka (fotografie; Wydawnictwo "Sport i Turystyka" 1971)
- Rynek krakowski (Wydawnictwo „Arkady” 1972, seria: "Małe monografie")
- Rzeźba lat 1560-1650 na Śląsku Opolskim (Państwowe Wydawnictwo Naukowe 1974)
- Sztuka Śląska Opolskiego : od średniowiecza do końca w. XIX (wspólnie z Marianem Korneckim; Wydawnictwo Literackie 1974)
- Żywe i martwe granice (Społeczny Instytut Wydawniczy "Znak" 1974)
- Graduał Karmelitański z 1644 roku O. Stanisława ze Stolca (Państwowy Instytut Wydawniczy 1976)
- Kalisz (fotografie; Wydawnictwo "Sport i Turystyka" 1978)
- Przewodnik po zabytkowych kościołach północnej Warmii (Warmińskie Wydawnictwo Diecezjalne 1978, seria: "Zabytkowe Kościoły Diecezji Warmińskiej")
- Bardo (Zakład Narodowy im. Ossolińskich 1980, seria: "Śląsk w Zabytkach Sztuki")
- Krynica (fotografie; Wydawnictwo "Sport i Turystyka" 1980)
- Sztuka Ziemi Krakowskiej (wspólnie z Marianem Korneckim; Wydawnictwo Literackie 1982)
- Działalność artystyczna Tomasza Tretera (Państwowe Wydawnictwo Naukowe 1984)
- Ołtarz Mariacki Wita Stwosza (Interpress 1985)
- Wędrówki po Sarmacji europejskiej. Eseje o sztuce i kulturze staropolskiej (Społeczny Instytut Wydawniczy „Znak” 1988)
- Złotnictwo toruńskie. Studium o wyrobach cechu toruńskiego od wieku XIV do 1832 roku (wspólnie z Marianem Korneckim; Państwowe Wydawnictwo Naukowe 1988)
- Chełmno (wspólnie z Marianem Korneckim; Zakład Narodowy im. Ossolińskich 1991, seria: "Pomorze w Zabytkach Sztuki")
- Sztuka w Polsce Piastów i Jagiellonów. Zarys dziejów (Wydawnictwo Naukowe PWN 1993)
- Polskie pomniki w świątyniach Rzymu (wspólnie z Marianem Korneckim; Instytut Sztuki Polskiej Akademii Nauk - Fundacja Rzymska im. J. S. Umiastowskiej 1994)
- Portret staropolski (Interpress 1995)
- Encyklopedia Polski (autor słowa wstępnego; Wydawnictwo Ryszard Kluszczyński 1996)
- Cuda Polski (fotografie: Ryszard Czerwiński; Wydawnictwo Ryszard Kluszczyński 1997)
- Alfabet Bierpfaffa & Falcka (Wydawnictwo Uniwersytetu Gdańskiego 1998)
- Sztuka w Polsce od I do III Rzeczypospolitej. Zarys dziejów (Wydawnictwo Naukowe PWN 1998)
- Kresy czyli obszary tęsknot (Wydawnictwo Literackie 2001)
- Polska. Skarby wieków (wspólnie ze Zdzisławem Żygulskim jun.; Wydawnictwo Ryszard Kluszczyński 2001)
- Polska sztuka sakralna (Wydawnictwo Ryszard Kluszczyński 2002)
- Zbigniew Herbert, Tadeusz Chrzanowski: "Mój bliźni, mój bracie". Listy 1950-1998 (Koncepcja i redakcja: Zbigniew Baran; Społeczny Instytut Wydawniczy "Znak" 2016)

## Ordery, nagrody i wyróżnienia
26 października 1994 "za wybitne osiągnięcia w pracy naukowej i dydaktycznej oraz zasługi w działalności społecznej" został odznaczony Krzyżem Komandorskim z Gwiazdą Orderu Odrodzenia Polski przez prezydenta Lecha Wałęsę.
Postanowieniem prezydenta Aleksandra Kwaśniewskiego z 28 marca 2001 "w uznaniu wybitnych zasług dla kultury narodowej, a szczególnie za osiągnięcia w działalności na rzecz ochrony zabytków Krakowa" odznaczony został Krzyżem Wielkim Orderu Odrodzenia Polski.
29 sierpnia 2001 otrzymał przyznany mu przez Jana Pawła II Krzyż Wielki Orderu Świętego Grzegorza Wielkiego za wybitne zasługi w ratowaniu zabytków sztuki sakralnej w Krakowie.
- 1988 – Nagroda Polskiego PEN Clubu im. Ksawerego Pruszyńskiego
- 2000 – Nagroda im. prof. Aleksandra Gieysztora za kierowanie działalnością Społecznego Komitetu Odnowy Zabytków Krakowa, powołanego w celu ochrony historycznej architektury Krakowa przed postępującą degradacją
- 2002 – Laur Krakowa XXI wieku
- 2002 – Nagroda Krakowska Książka Miesiąca – kwiecień – za album Polska sztuka sakralna
- 2003 – Doktor honoris causa Akademii Pedagogicznej w Krakowie
- 2005 – Doktor honoris causa Politechniki Krakowskiej
- Laureat medalu "Merentibus"
- Laureat nagrody im. Stanisława Vincenza
- Laureat nagrody Wojewody Krakowskiego